# Palazzo Panfilio
Palazzo Panfilio è un edificio storico in stile déco che si trova in viale Cavour all'incrocio con corso Isonzo a Ferrara. Nella seconda metà del XX secolo è stato quasi completamente nascosto da nuove costruzioni di grandi dimensioni ed in tal modo viene quasi sempre ignorato da chi vi passa vicino.

## Origine del nome
Il nome deriva dal canale Panfilio che a lungo rimase in città, sino a quando iniziò ad essere coperto e dar così origine al nuovo asse cittadino viale Cavour.

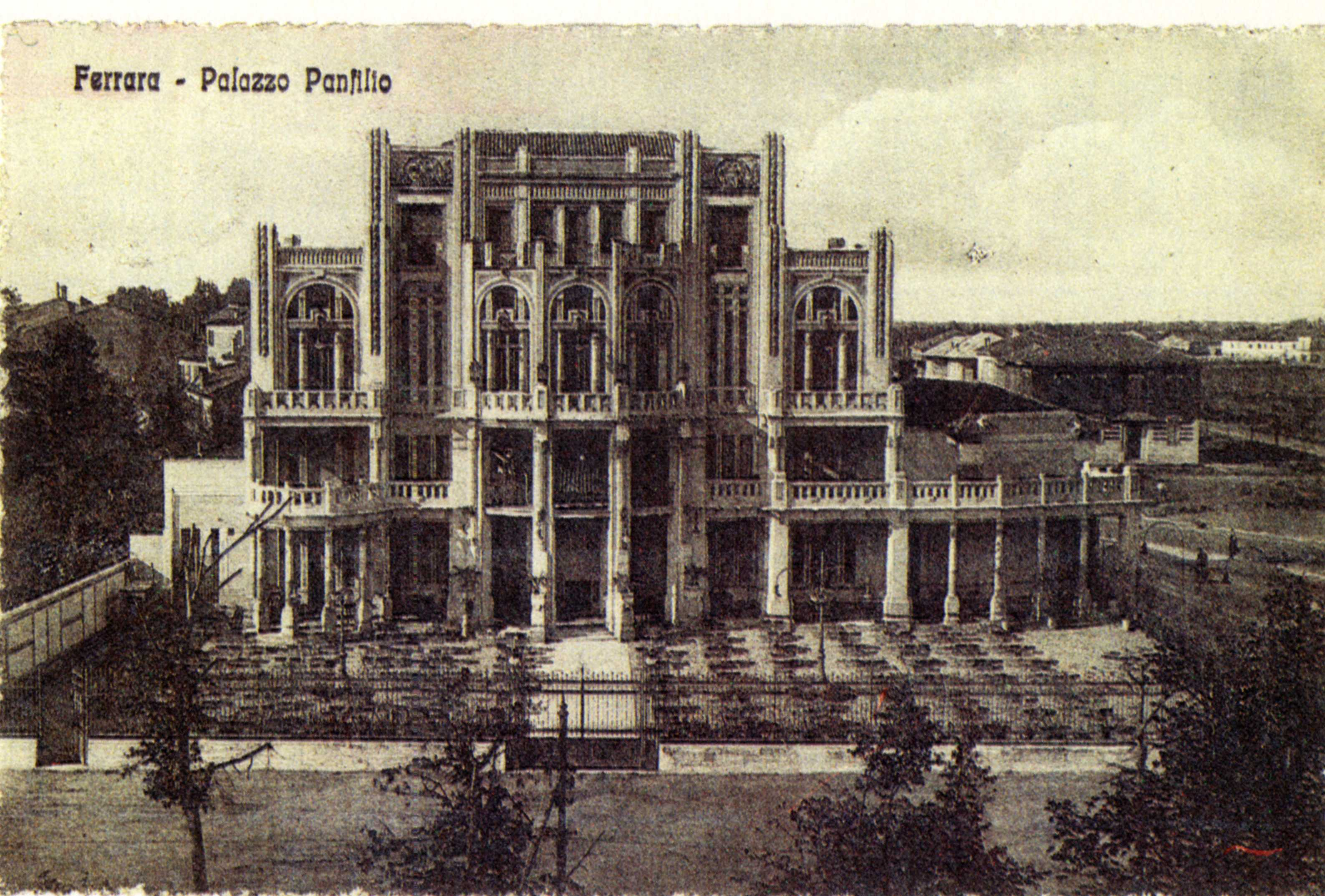
Palazzo Panfilio in un'immagine degli anni venti.

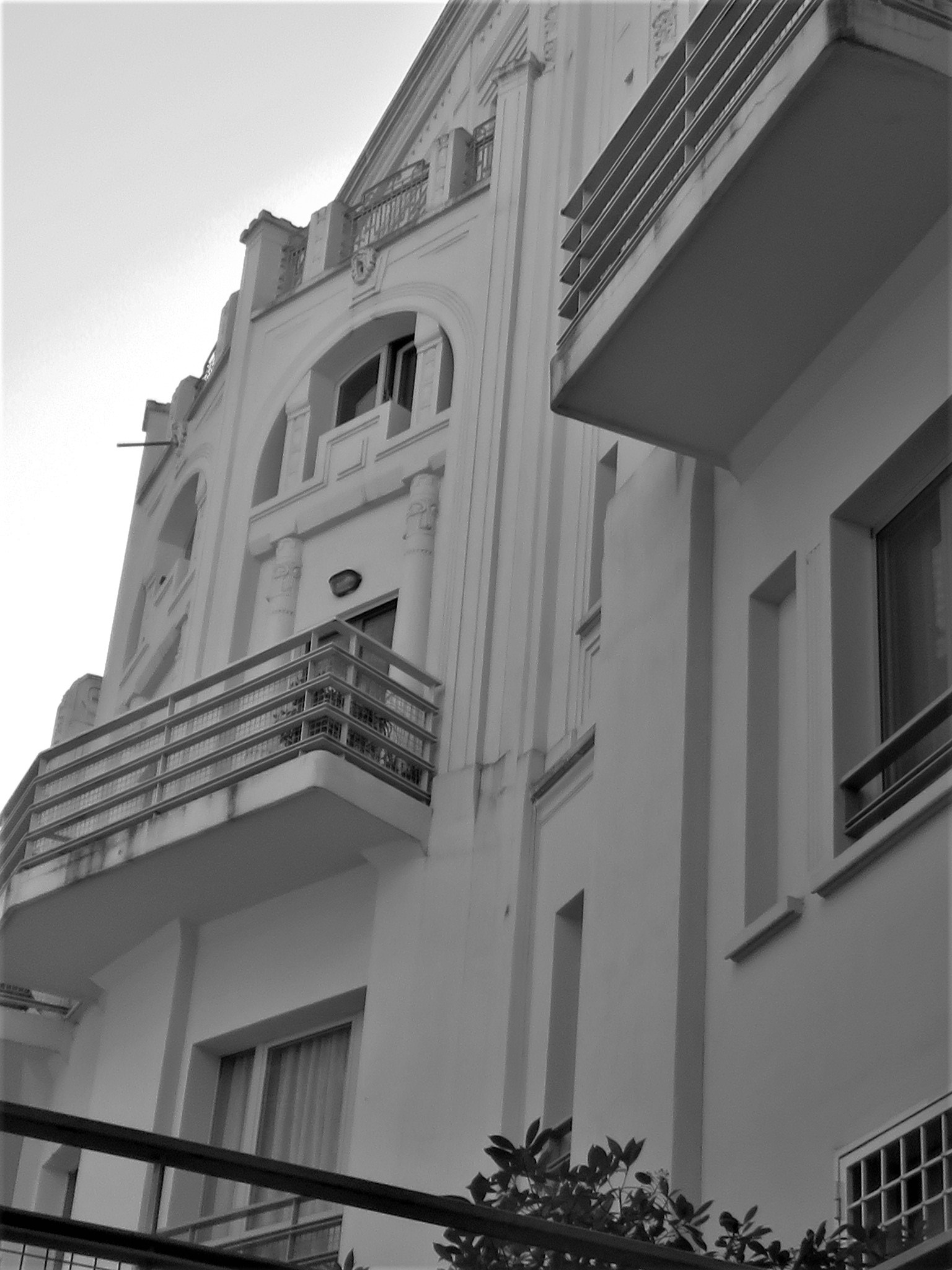
Scorcio di palazzo Panfilio come appare visto da un passaggio tra due edifici in corso Isonzo.

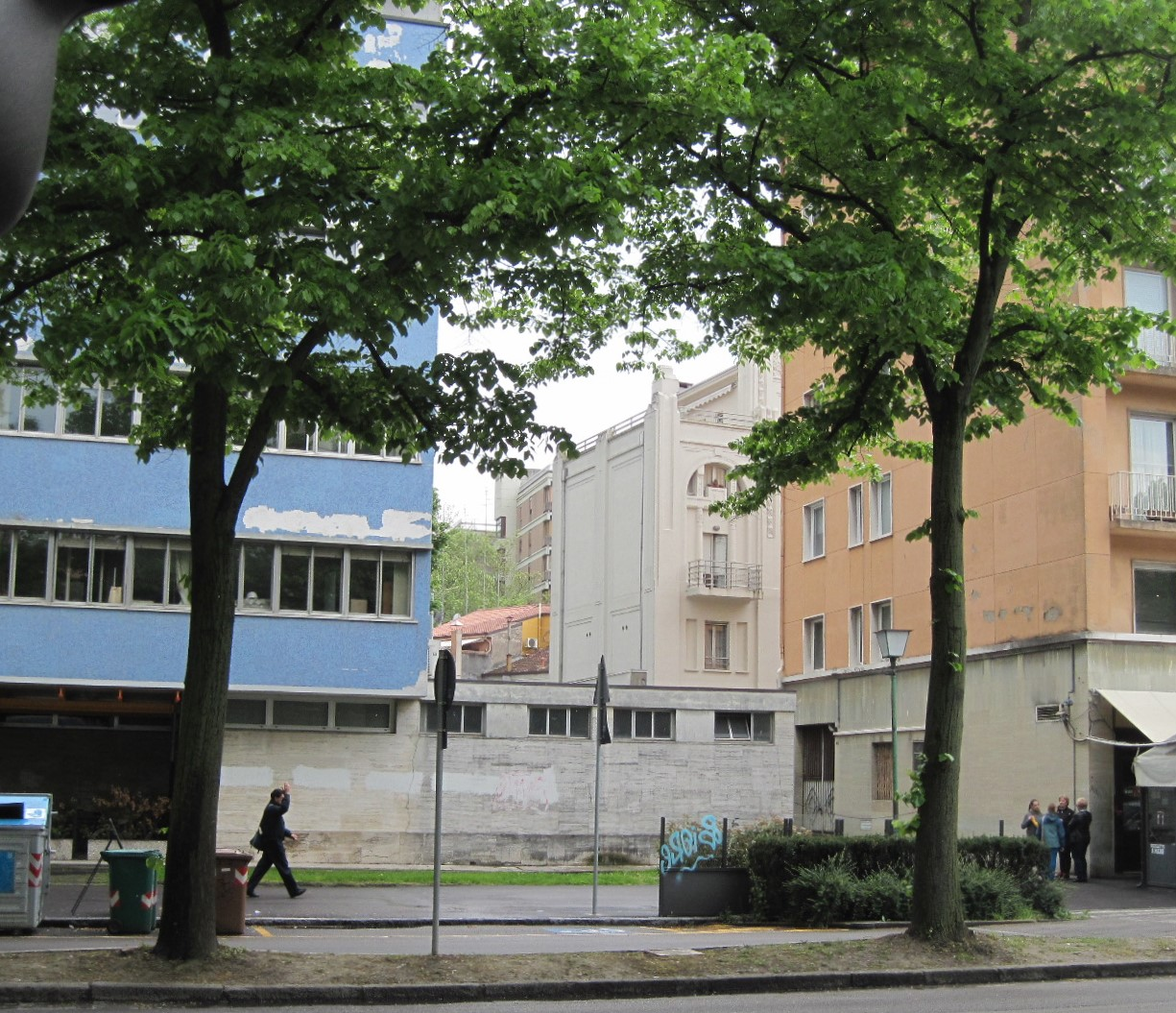
Palazzo Panfilio come appare oggi visto da viale Cavour.

La storia del canale merita un breve approfondimento perché fu Alfonso II d'Este nel 1577 a volere un canale navigabile che unisse il centro ai luoghi posti ad ovest, in particolare il baluardo di San Benedetto. Nella parte più vicina al Castello Estense inizialmente fu presente un allargamento, il Cavo dei Giardini. Poi seguirono modifiche con un collegamento del canale ad un ramo del Po. Alcune opere vennero dedicate  al papa Innocenzo X, della nobile famiglia Pamphili, e il canale divenne da quel momento il Canale Panfilio.

## Storia
Venne edificato su progetto dell'architetto ferrarese Giacomo Diegoli (noto per altri progetti e per aver collaborato con un altro architetto ferrarese, Adolfo Magrini) nel 1927 per volontà dei fratelli Azzolini che intendevano inaugurare a Ferrara una pasticceria ristorante elegante e lussosa, con grandi sale da usare per ricevimenti e feste.
Come locale pubblico ebbe vita breve e lentamente cadde in uno stato di degrado. In seguito l'edificio divenne una struttura abitativa condominiale e la sua particolare ed elaborata facciata, che era stata visibile sino a quel momento dal viale Cavour, venne quasi completamente nascosta alla vista perché attorno agli anni cinquanta gli venne edificato davanti un grande palazzo moderno. La due parti laterali del corpo principale vennero in quell'occasione demolite.

## Descrizione
Ispirato all'art déco conserva, specialmente nella parte alta, i motivi e le decorazioni in parte floreali tipici del periodo.
Venne definito da Carlo Bassi "l'edificio "art decò" più rilevante di Ferrara".

### Ricostruzione dell'immagine
L'edificio non è visibile facilmente in tutta la sua dimensione da quando sono stati costruiti gli edifici all'angolo tra viale Cavour e corso Isonzo. La possibilità di recuperarne anche se solo in parte l'aspetto che aveva in origine è stata resa possibile da un'operazione di tipo digitale citata anche dalla stampa cittadina.